# Йозеф Вольф
У Вікіпедії є статті про інших людей з прізвищем Вольф.
Йозеф Вольф (нім. Josef Wolf; 1903 — ???) — обершарфюрер СС, службовець концтабору Дахау. Злочинець голокосту.

## Біографія
В 1941-43 роках служив у Дахау, де керував складом, на якому сортували взуття в'язнів, убитих в таборі смерті Аушвіц, а також тих, які померли в Дахау.
Вольф декілька разів брав участь у стратах в'язнів, в тому числі радянських військовополонених. Про своїх жертв він казав: «Це не люди, це тварини.» Окрім цього, Вольф принижував в'язнів і часто піддавав їх жорстоким покаранням. 
Під час процесу над колишніми службовцями Дахау (США проти Антона Вебера і Йозефа Вольфа), який проходив 6-11 грудня 1946 року, американський військовий трибунал засудив Вольфа до 20 років ув'язнення.